# کوریستودرا
کوریستودرا (نام علمی: Choristodera)، یک راسته از خزندگان، دوکاوان نیمه آبزی هستند که از ژوراسیک میانه، یا شاید تریاس پسین، تا اوایل میوسن می‌زیستند.

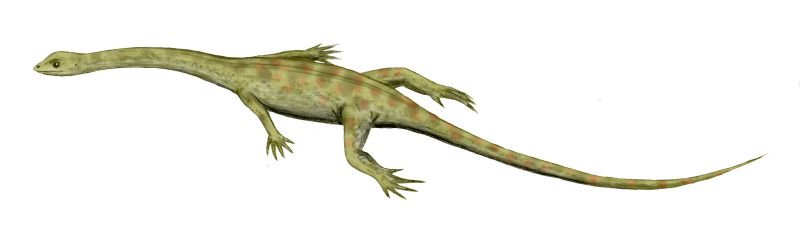
هیپالوسور.

سنگواره‌هایی از کوریستودرا در آمریکای شمالی٬ آسیا و اروپا پیدا شده‌است.